# Montélier
Montélier là một xã thuộc tỉnh Drôme trong vùng Auvergne-Rhône-Alpes đông nam nước Pháp. Xã Montélier nằm ở khu vực có độ cao trung bình 200 mét trên mực nước biển.